# 林怀部
林怀部，山东省东平县宿城镇人，原是上海法租界的一名华人巡捕，後擔任上海青帮头目张啸林贴身保镖，1940年8月14日在华格臬路216号的张公馆成功刺杀张啸林。同时杀死张的门生、汪精衛政權公务局局长吴建成。

## 简介
他父亲曾在北洋军服役，与张啸林有点交情。后因林懷部武艺好，被张选中，担任贴身保镖。
林怀部杀了张啸林后，当场被法租界巡捕抓住，当时林怀部大约30岁左右。他在供词描述刺杀张的原因为：每月工资过低（仅20元，当时小学教师月薪大約40元），难以维持生活，加上当时向张请假不获准，又遭到张啸林的辱骂，出于义愤，开枪打死了张。林怀部被抓住后，始终坚持这一杀张的动机，否认自己与重庆国民政府方面有联系，法租界巡捕房一时无法「定罪」，也无法将林怀部引渡给汪精衛政權。法租界巡捕房最后将杀张一案定为仇殺的刑事案件，租界法院判了林怀部有期徒刑15年。
1943年維琪法國將法租界歸還汪精衛政權，1945年日本投降，二次大戰結束，汪精衛政權倒臺，林怀部得以出狱，国民党曾经奖励他法币一万元，但都被军统特务给私分了。1949年，中华人民共和国成立后，林怀部进入上海市房管局工作，一直到年迈退休。

## 其他资料
1986年，中国电影合作制片公司与香港三洋影业公司合作推出了一部以此为题材的电影《大上海1937》，由张彻导演，徐小健、杜玉明等主演。